# Resolutie 2223 Veiligheidsraad Verenigde Naties
Resolutie 2223 van de Veiligheidsraad van de Verenigde Naties werd door de VN-Veiligheidsraad unaniem aangenomen op 28 mei 2015 en verlengde de VN-vredesmacht in Zuid-Soedan verder met een half jaar.

## Achtergrond
In 2011 was Zuid-Soedan, na decennia van conflict om het olierijke gebied, onafhankelijk geworden van Soedan. Eind 2013 ontstond echter een politieke crisis tussen president Salva Kiir en voormalig vicepresident Riek Machar die uitdraaide op etnisch geweld en moordpartijen. Begin 2014 hadden al 65.000 mensen bescherming gezocht bij de bases van de UNMISS-vredesmacht in het land, en VN-medewerkers ontdekten ook massagraven.

## Inhoud
De crisis in Zuid-Soedan bleef verergeren, en de bevolking bleef een doelwit vormen voor zowel overheids- als oppositietroepen, die volgens rapporten verantwoordelijk waren voor oorlogsmisdaden en misdaden tegen de menselijkheid. Meer dan twee miljoen mensen waren al op de vlucht, en het land zat in een diepe humanitaire crisis. Ook de internationale hulpverleners ter plaatse en de VN-vredesmacht in het land werden aangevallen en hun werking werd gehinderd. De Veiligheidsraad verlengde het mandaat van die UNMISS-vredesmacht tot 30 november 2015. Het beschermen van de bevolking was de voornaamste taak van de missie.
De Intergouvermentele Ontwikkelingsautoriteit probeerde een dialoog op gang te brengen en voor toezicht op het staakt-het-vuren uit januari 2014 te zorgen. Er werd ook onderhandeld over een overgangsregering van nationale eenheid. Ook de Afrikaanse Unie had een comité van staats- en regeringsleiders opgericht om mee te zoeken naar een politieke oplossing. Het comité werd voorgezeten door voormalig president van Mali Alpha Oumar Konaré, die begin juni 2015 tot hoge vertegenwoordiger voor Zuid-Soedan van de Afrikaanse Unie was benoemd.

## Verwante resoluties
- Resolutie 2205 Veiligheidsraad Verenigde Naties
- Resolutie 2206 Veiligheidsraad Verenigde Naties
- Resolutie 2230 Veiligheidsraad Verenigde Naties
- Resolutie 2241 Veiligheidsraad Verenigde Naties

Lijst ·  2196 ·  2197 ·  2198 ·  2199 ·  2200 ·  2201 ·  2202 ·  2203 ·  2204 ·  2205 ·  2206 ·  2207 ·  2208 ·  2209 ·  2210 ·  2211 ·  2212 ·  2213 ·  2214 ·  2215 ·  2216 ·  2217 ·  2218 ·  2219 ·  2220 ·  2221 ·  2222 ·  2223 ·  2224 ·  2225 ·  2226 ·  2227 ·  2228 ·  2229 ·  2230 ·  2231 ·  2232 ·  2233 ·  2234 ·  2235 ·  2236 ·  2237 ·  2238 ·  2239 ·  2240 ·  2241 ·  2242 ·  2243 ·  2244 ·  2245 ·  2246 ·  2247 ·  2248 ·  2249 ·  2250 ·  2251 ·  2252 ·  2253 ·  2254 ·  2255 ·  2256 ·  2257 ·  2258 ·  2259